# Number Three

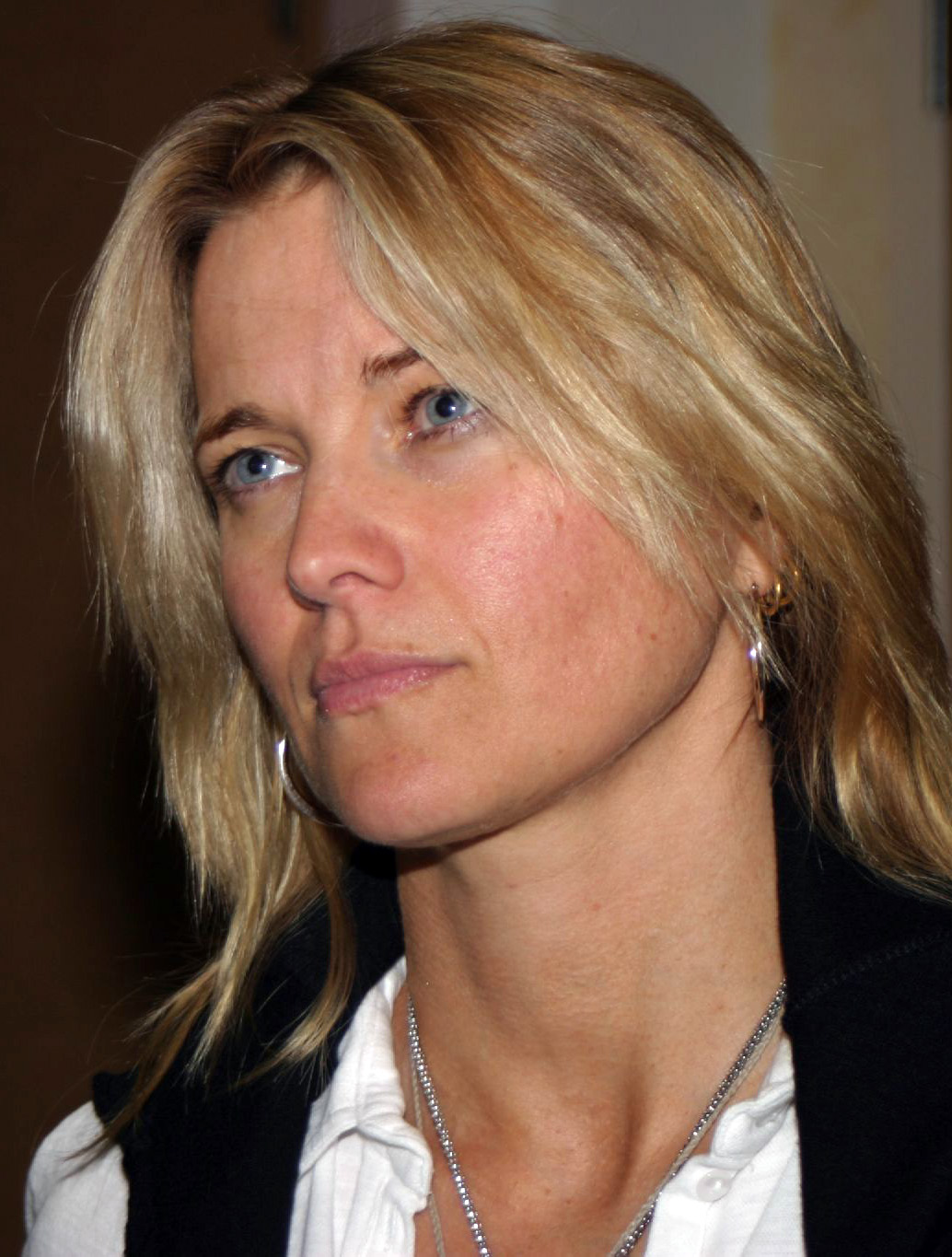
Lucy Lawless

Number Three, ook bekend als D'Anna Biers zijn een reeks fictieve personages uit de herwerkte televisieserie Battlestar Galactica. Number Three is een van de twaalf humanoïde cylons en een van de zeven cylons die verantwoordelijk zijn voor de aanval op, en destructie van de twaalf kolonies van Kobol. De rollen werden gespeeld door actrice Lucy Lawless.

## Biografie
De Number Three modellen hebben in tegenstelling tot de Number Six en Number Eight modellen minder uitgesproken verschillen tussen de verschillende "Three's" onderling en hebben ook geen verschillende namen zoals dat het geval is bij de twee andere vrouwelijke modellen. Er wordt soms naar hen gerefereerd als "de D'Anna's".

### Battlestar Galactica
Na de aanval op de twaalf kolonies werkt er een Number Three undercover op de Battlestar Galactica als journaliste. William Adama antwoordde positief op haar vraag om een documentaire te mogen maken op de Galactica. Zijn bedoeling was om openheid te tonen nadat er heel wat ontevredenheid was geweest in de vloot. Toen ze per toeval in de ziekenboeg getuige was van de geboorte van Hera, het hybride Cylon kind van Athena en Helo dwong Adama haar het filmrolletje af te geven, omdat hij niet wilde dat de geboorte van het kind bekend werd. Later bekijkt ze toch de beelden, met andere Cylons en wordt het bij de kijker bekend dat zij een van de Cylons is.

### Caprica
Nadat Boomer vermoord werd door Cally Tyrol op de Galactica en gedownload werd, had D'Anna de taak om Boomer te begeleiden met haar terugkeer in de Cylon samenleving op Caprica. Toen Samuel Anders een bomaanslag pleegde in het hotel waar Boomer, Caprica Six en D'Anna aanwezig waren, belandde ze met vier in de kelder van het gebouw. D'Anna wilde daarop Anders vermoorden, maar Caprica Six, die sinds haar relatie met Gaius Baltar ook twijfels gekregen had of de vernietiging van de kolonies wel al dan niet een goed idee was, schakelde D'Anna uit en liet Anders gaan. 

### Final Five
Nadat Number Three te maken had met een reeks terugkomende dromen over Hera, het hybride Cylonkind, besluit ze op zoek te gaan naar de laatste vijf Cylons, alhoewel dat strikt verboden is. Cavil wil namelijk niet dat de andere Cylons te weten komen dat hij de identiteit van de vijf laatste Cylons kent en hen als straf zonder besef van hun identiteit bij de kolonisten laat leven. Niettemin is D'Anna er niet van te weerhouden de identiteit van de laatste vijf te achterhalen. Ze reist met Gaius Baltar naar de tempel op de algenplaneet. Cavil reist hen achterna en wanneer D'Anna de vijf gezichten van de laatste vijf ziet, schiet Cavil haar neer. Baltar smeekt een stervende D'Anna om hem te vertellen of hij een van de laatste vijf Cylons is, maar het is te laat en ze sterft.

### Deactivatie en heractivatie
Nadat D'Anna gedownload werd in een nieuw lichaam op het heropstandingsschip, weet Cavil de andere Cylons te overtuigen om alle Number Three modellen te deactiveren, omdat ze door de identiteit van de laatste vijf Cylons te achterhalen, een grote zonde heeft begaan. Op die manier weet Cavil zijn geheim te bewaren. Pas veel later, toen er een patstelling ontstond met de rebellerende Cylons, heractiveerde Cavil een Number Three in de veronderstelling dat zij ondanks alles zijn kant zou kiezen in het conflict, maar op het moment dat ze online komt, wordt ze door een reddingsoperatie onder leiding van Helo weggehaald van het heropstandingsschip, waarna het schip vernietigd wordt zodat de Cylons niet meer gedownload kunnen worden in een nieuw lichaam na een eventuele dood.
Na haar bevrijding neemt ze de leiding van de rebellerende Cylons en heeft ze voor de kolonisten een onaangename verrassing in petto. Ze gijzelt namelijk de kolonisten die aanwezig zijn op het Cylon schip en eist dat de Cylons die op de Battlestar Galactica leven overkomen naar het Cylonschip. Op Galactica moet Saul Tigh aan William Adama bekennen dat hij een van de laatste vijf Cylons is, waarop Adama instort en zijn zoon Lee de leiding moet overnemen. Tigh stelt voor om zichzelf op te offeren en wil zich in de luchtsluis laten executeren, ook Galen Tyrol en Samuel Anders vervoegen zich bij hem. Net op het moment dat de executie zou plaatsvinden, vindt Starbuck de locatie van de Aarde in een Viper, waardoor er met D'Anna overeenstemming is om samen naar de planeet af te reizen. De executies worden daardoor vermeden. Aangekomen op de originele Aarde, een Cylonplaneet, blijkt deze verwoest te zijn na een nucleaire oorlog. Wanneer de vloot en rebellerende Cylons besluiten om hun weg verder te zetten, besluit D'Anna achter te blijven op de verwoeste planeet.